# Dishonored: Die Maske des Zorns
Dishonored: Die Maske des Zorns (zu Deutsch ‚entehrt‘) ist ein Stealth-Actionspiel des französischen Entwicklers Arkane Studios, publiziert von Bethesda Softworks. Es erschien in den USA am 9. und in Europa am 12. Oktober 2012. Der Spieler übernimmt darin die Rolle des ehemaligen kaiserlichen Leibwächters Corvo Attano, der eine Verschwörung gegen die kaiserliche Familie aufdeckt. Das Spiel wurde für Windows-PCs, Xbox 360 und PlayStation 3 entwickelt. Die abschließende Game of the Year Edition erschien am 11. Oktober 2013. Im August 2015 erschien mit der Definitive Edition eine Neuauflage für Xbox One und PlayStation 4.
Am 11. November 2016 ist Dishonored 2: Das Vermächtnis der Maske für PC, Xbox One und PS 4 erschienen.

## Handlung
Schauplatz der Handlung ist die Stadt Dunwall, Hauptstadt eines hauptsächlich vom Walfang lebenden Inselreiches einer namenlosen Fantasywelt, deren Technologie und Energieversorgung auf der industriellen Nutzung von Walöl beruht. Die Welt von Dunwall befindet sich in einer Phase der Industrialisierung, leidet zum Zeitpunkt der Handlung des Spiels jedoch unter den dramatischen Folgen einer Krankheits-Epidemie. Hinzu kommt eine große Rattenplage, die das Bild der Hafenstadt prägt. Die Gesellschaft ist in Arm und Reich gespalten und trotz des allgemein herrschenden Elends und der allgegenwärtigen Furcht vor der Plage sucht eine kleine, wohlhabende Adelsschicht Zerstreuung in regelmäßigen ausschweifenden Vergnügungen und Festen, was einen mitunter zynischen Kontrast zu den umgebenden Verhältnissen erzeugt.
Der Spieler steuert den Charakter Corvo Attano, Leibwächter der Kaiserin des Inselreichs, Jessamine Kaldwin. Als diese während Corvos Beisein aufgrund einer politischen Intrige von dem Auftragsattentäter Daud getötet und ihre Tochter Emily entführt wird, wird von den Drahtziehern der Intrige Corvo statt des eigentlichen Attentäters der Tat beschuldigt und ins Gefängnis geworfen. Sechs Monate später jedoch entkommt er der drohenden Hinrichtung mithilfe kaisertreuer Verbündeter, die einen Gefängniswärter bestechen. Nach der Flucht wird Corvo zu seinen neuen Verbündeten gebracht, den sogenannten „Kaisertreuen“, einer kleinen Gruppe bestehend aus Vertretern verschiedener Gesellschaftsschichten, die ihr geheimes Quartier in einem alten Pub in einem weitgehend verlassenen Stadtteil eingerichtet haben und Emilys Freilassung sowie ihre rechtmäßige Ernennung zur Kaiserin veranlassen wollen. Von dieser Gruppe erfährt Corvo auch, dass der kaiserliche Meisterspion Hiram Burrows und einige andere hohe Regierungsmitglieder die eigentlichen Drahtzieher des Attentats auf die Kaiserin waren und das Attentat in Auftrag gaben, damit Burrows als neuer Lordregent selbst den Kaiserthron und die Macht übernehmen konnte.
In der ersten Nacht, die Corvo nach seiner Flucht aus dem Gefängnis in Freiheit verbringt, werden ihm vom „Outsider“, einer mystischen Traumgestalt, diverse magische Fähigkeiten geschenkt, welche durch im Spiel versteckte, aus Walknochen gefertigte Runen und Knochenartefakte erweitert werden können. Seine metallene Maske erhält Corvo schließlich von Piero, einem Erfinder und Wissenschaftler, der ebenfalls zur Gruppe der Kaisertreuen gehört. Von Rache getrieben versucht Corvo nun, die Hintergründe der Intrige gegen ihn und die Kaiserfamilie aufzudecken und seine Gegner, die zwischenzeitlich ein Terrorregime in Dunwall errichtet haben, zur Strecke zu bringen.
Das Spiel besitzt drei unterschiedliche Enden mit kleineren Variationen, die in Abhängigkeit zur Vorgehensweise des Spielers stehen. Welches Ende der Spieler zu sehen bekommt, hängt davon ab, wie viele Gegner er im gesamten Spielverlauf tötet und verschont und wie oft er selbst oder tote und bewusstlose Gegner während seines Vorgehens von anderen Gegnern entdeckt wurden, d. h. wie hoch der verursachte Chaosfaktor des Spielers während des Spielens war.

## Charaktere

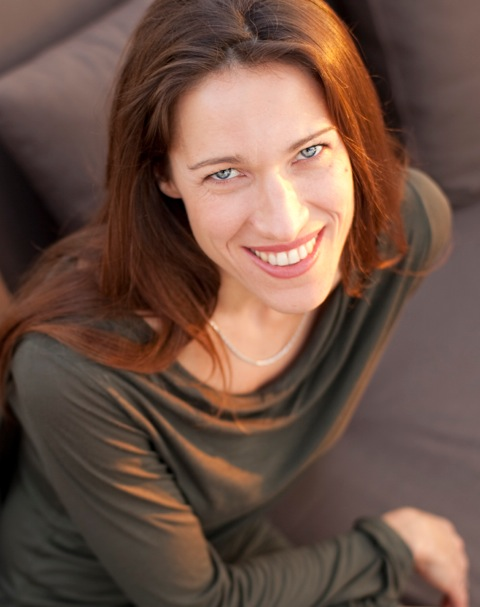
Claudia Urbschat-Mingues lieh der Kaiserin für die deutsche Sprachausgabe ihre Stimme.

| Rolle                          | Englischer Sprecher | Deutscher Sprecher       | Beschreibung |
| ------------------------------ | ------------------- | ------------------------ | --- |
| Corvo Attano                   | –                   | –                        | Spielercharakter, ehemaliger Leibwächter der Kaiserin |
| Kaiserin Jessamine Kaldwin     | April Stewart       | Claudia Urbschat-Mingues | Herrscherin von Dunwall, die zu Beginn einem Mordanschlag zum Opfer fällt |
| Lordregent Hiram Burrows       | Kristoffer Tabori   | Jürgen Thormann          | Antagonist; Meisterspion der Kaiserin und schließlich Drahtzieher und Auftraggeber für das Attentat auf die Kaiserin, die anschließende Gefangennahme Corvos und die Entführung der Thronerbin Lady Emily |
| Der Outsider                   | Billy Lush          | Kim Hasper               | übernatürliche Wesenheit, die Corvo zur Nutzung magischer Kräfte befähigt |
| Lady Emily Kaldwin             | Chloë Grace Moretz  | Lotta Doll               | Tochter der Kaiserin und rechtmäßige Thronerbin |
| Samuel Beechworth              | Ryan Cutrana        | Wolf Frass               | Bootsmann der Kaisertreuen und Freund von Corvo, der ihn auf jede seiner Missionen begleitet. |
| Admiral Havelock               | John Slattery       | Tilo Schmitz             | Anführer der Kaisertreuen und Unterstützer von Corvo |
| Lord Treavor Pendleton         | Derek Phillips      | Gunnar Haberland         | Mitglied der Kaisertreuen und Repräsentant der Edelleute sowie jüngerer Bruder von Morgan und Custis Pendleton.                                                                                           |
| Aufseher Teague Martin         | Joel Johnstone      | Joshy Peters             | Mitglied der Kaisertreuen und ehemaliges Mitglied des Jedermannsordens, der von Corvo am Anfang des Spiels befreit wird.                                                                                  |
| Piero Joplin                   | Brad Dourif         | Till Hagen               | Wissenschaftler, Erfinder und Hersteller der namensgebenden Maske für Corvo und anderer nützlicher Ausrüstung                                                                                             |
| Calista Curnow                 | Lena Headey         | Sylvie Nogler            | Haushälterin und Kindermädchen von Lady Emily |
| Lumpengräfin                   | Susan Sarandon      | Marianne Bernhardt       | obdachlose alte Frau; ehemalige Aristokratin |
| Anton Sokolov                  | Roger L. Jackson    | Henry König              | Künstler, Wissenschaftler und Erfinder, der durch seine Forschungen großen Anteil an Dunwalls technologischem Fortschritt hatte                                                                           |
| Daud                           | Michael Madsen      | Marek Erhardt            | Auftragsattentäter mit den gleichen übernatürlichen Kräften wie Corvo; Mörder der Kaiserin |
| Oberaufseher Thaddeus Campbell | Daniel Hagen        | Joscha Fischer-Antze     | Herrscher des Jedermannsordens, enger Verbündeter von Hiram Burrows, hilft Burrows, bei Corvos Beseitigung sowie Emilys Entführung, er ist Corvos erstes Ziel im Spiel.                                   |
| Hauptmann Geoff Curnow         | Christopher Smith   | Ole Pfennig              | Hauptmann der Stadtwache und Onkel von Calista, der von Campbell am Anfang des Spiels vergiftet werden soll.                                                                                              |
| Slackjaw                       | Al Rodrigo          | Peter Weis               | Anführer der Bottle Street Gang und Hersteller von illegalem Elixier sowie Erzfeind der Lumpengräfin. |
| Wallace                        | Brian T. Delaney    | Christian Stark          | Mitglied der Kaisertreuen, Ältester Diener der Pendletons sowie Lord Pendletons persönlicher Leibdiener.                                                                                                  |
| Morgan & Custis Pendleton      | Zach Hanks          |                          | Ältere Brüder von Treavor Pendleton und Zielpersonen von Corvo. |
| Propaganda-Sprecher            | Gregg Berger        | Eckart Dux               | Seine Stimme ist während des gesamten Spiels überall auf den Straßen Dunwalls in regelmäßigen zeitlichen Abständen aus Lautsprechern zu hören.                                                            |
| Propaganda-Sprecherin          | Carrie Fisher       | Dirk Hardegen            | Im Falle des Todes des ersten Sprechers ist eine neue weibliche (im Deutschen männliche) Stimme aus den Lautsprechern zu hören.                                                                           |

Quellen:

## Spielprinzip
Der Spieler steuert seine Spielfigur Corvo Attano direkt aus der Egoperspektive heraus. Obwohl sich das Spiel ausschließlich in der Stadt Dunwall abspielt, ist das Stadtgebiet als Ganzes nicht frei erkundbar. Das Spiel ist missionsbasiert, wobei neben den verpflichtenden Zielen der Haupthandlung zahlreiche optionale Nebenziele zur Wahl stehen. Jede Hauptmission spielt sich in einem relativ großen Stadtbereich ab, der dann während dieser Mission frei erkundet werden kann. Für die Erfüllung der Aufträge stehen dem Spieler zahlreiche und völlig individuelle Lösungswege zur Verfügung, etwa das Vorgehen mit Waffengewalt, durch heimliche Infiltration, durch Meuchelmord oder beliebige Kombinationen aus mehreren Möglichkeiten. Dem Spieler steht hierfür ein Arsenal aus tödlichen und nichttödlichen Hieb-, Stich- und Schusswaffen oder auch Granaten und Minen zur Verfügung, die allesamt mithilfe von in der Spielwelt zu findendem Spielgeld verbessert werden können. Daneben besitzt die Spielfigur ein Repertoire an übernatürlichen Fähigkeiten, das der Spieler im weiteren Spielverlauf mithilfe in der Spielwelt gefundener mystischer Artefakte ausbauen kann. Dazu zählen beispielsweise die Fähigkeit der Kurzstrecken-Teleportation, die Kontrollübernahme über andere Charaktere und Lebewesen oder das Einfrieren des Zeitablaufs. Es ist möglich, das gesamte Spiel zu beenden ohne eine einzige gegnerische Spielfigur zu töten. Die Vorgehensweise des Spielers wird erfasst und hat Einfluss auf das Spielgeschehen und den Ausgang des Spiels.
Gegnerische Spielfiguren folgen in ihrem Wach- und Patrouillenverhalten der von Arkane entwickelten Analog-KI. Diese unterscheidet zwischen vier Alarmstufen der Spielfigur (entspannt, argwöhnisch, der Anwesenheit des Spielers bewusst und höchste Alarmstufe). Die Verhaltensänderungen zwischen den Alarmstufen erfolgt jedoch nicht abrupt, sondern erst wenn bestimmte Kriterien und Zwischenschritte erfüllt wurden. Wird eine Wache argwöhnisch, begibt sie sich auf die Suche nach der Spielerfigur und intern wird ein Countdown ausgelöst. Findet die Wache innerhalb dieses Zeitraums keine weiteren Anhaltspunkte, sinkt ihre Alarmstufe wieder.
Als Bewegungs- und Steuerungsmöglichkeiten kann der Spieler neben Schleichen und Sprinten seine Spielfigur auch um die Ecken lugen lassen oder durch Schlüssellöcher einen Blick in die dahinter liegenden Räume werfen.

## Entwicklung

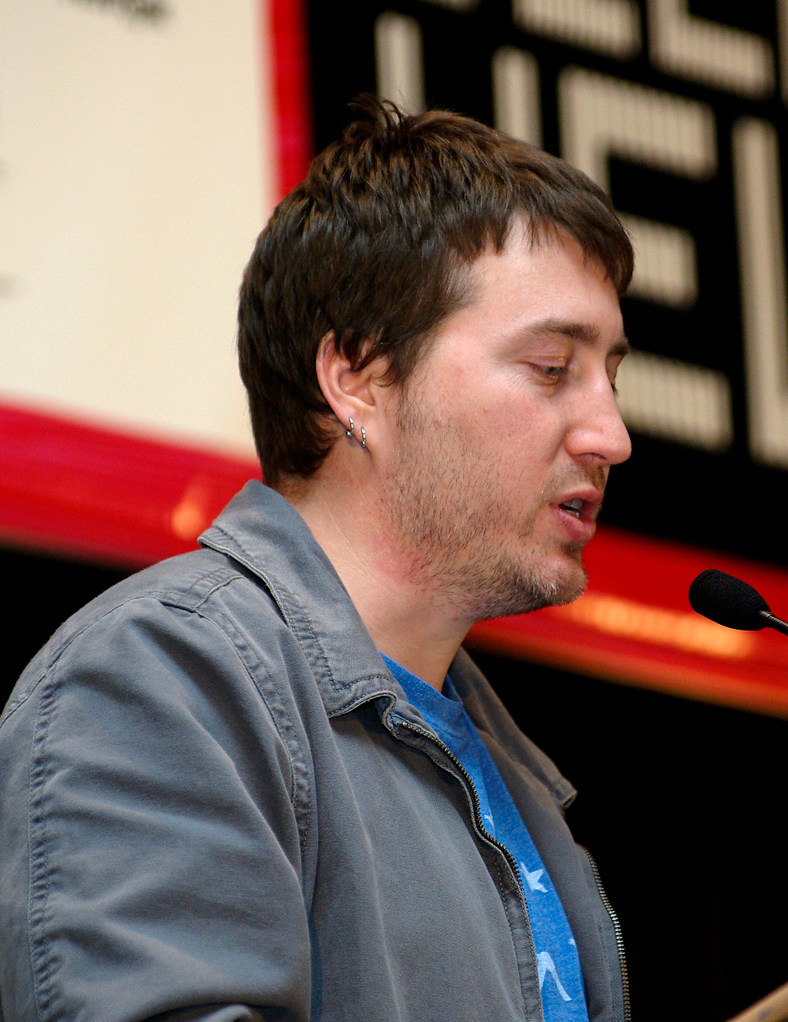
Harvey Smith übernahm die kreative Leitung bei der Entwicklung von Dishonored.

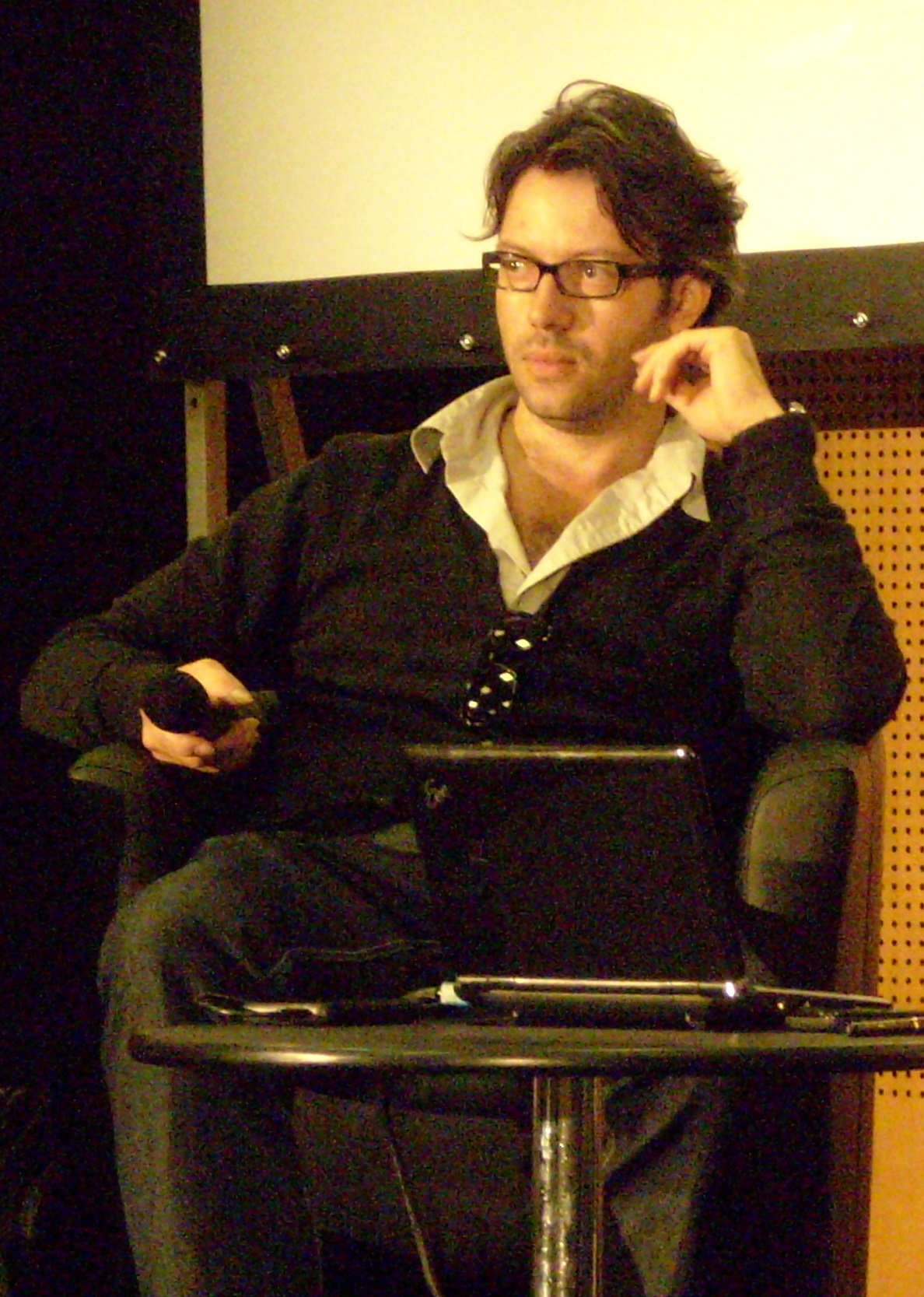
Viktor Antonov war für das visuelle Design zuständig.

### Produktion
Das Spiel wurde von Bethesda Softworks am 7. Juli 2011 angekündigt. Die kreative Leitung des Projekts lag bei Studiogründer Raphaël Colantonio und Harvey Smith, ehemaliger Lead Designer und Project Director der spielerisch eng verwandten Titel Deus Ex und Deus Ex: Invisible War. Für das visuelle Konzept zeichnete unter anderem Bethesdas Visual Design Director Viktor Antonov verantwortlich, der für Half-Life 2 das markante Spielareal „City 17“ entworfen hatte, die Ausgestaltung des Konzepts oblag der Leitung von Art Director Sebastien Mitton. Aus den vorherigen Tätigkeiten der Hauptverantwortlichen ergeben sich bei Dishonored deutliche Parallelen des Spielprinzips und des Designs. Des Weiteren wurden dem Titel Parallelen zu Titeln wie Bioshock oder Produktionen des Entwicklers Looking Glass Studios (Thief) bescheinigt.
Am 28. September 2012 gab Bethesda bekannt, dass das Spiel fertig entwickelt und im Presswerk sei und damit wie angekündigt am 9. beziehungsweise 12. Oktober 2012 erscheinen werde.

### Spielwelt und künstlerische Gestaltung
Die Spielwelt von Dishonored wird mit Steampunk umschrieben, was nach Eigenaussage der Entwicklung aber nicht Zielrichtung des Designkonzepts war. Dieses sah lediglich ein historisch inspiriertes Szenario mit futuristischen Techniken vor. Ausgangspunkt des Konzepts war das London des Jahres 1666, dem Jahr des großen Brandes und gleichzeitig das letzte Jahr der Pest. Letztlich orientierte sich das Design der Stadt Dunwall jedoch am Stil Londons und Edinburghs von der Mitte des 19. Jahrhunderts bis in die 1930er-Jahre, was weitestgehend dem viktorianischen Zeitalter entspricht. Ergänzt wird dies durch magische Fähigkeiten und futuristische Technik, die auf Energiegewinnung durch Walöl basiert. Das Szenario wurde intern als Retro-Future bezeichnet. Erst durch die öffentliche Rezeption übernahm Arkane die Bezeichnung als Steampunk. Allerdings weist Dishonored nicht alle typischen Elemente eines Steampunk-Szenarios auf und setzt beispielsweise nicht auf die übliche Messing- und Nietenoptik. Auch ist die für Steampunk namensgebende Dampfkraft nicht die Hauptantriebstechnik für Maschinen.
Das ursprüngliche Designkonzept zu Dishonored entstand in einer zweijährigen Vorproduktionsphase, bevor es möglichen Publishern präsentiert wurde. Die Entwickler Sebastien Mitton und Viktor Antonov reisten zu diesem Zweck nach Edinburgh und London, um Eindrücke der Städte festzuhalten und sich einen Eindruck von Baustil, Menschen und Einrichtungen zu verschaffen. Dabei ging es ihnen vor allem um das Ambiente von Seitenstraßen und Gassen. Das Design der Stadt Dunwall erfolgte aus dem Blickwinkel einer Ratte, wobei die Designer die unterschiedlichen Blickwinkel zu ergründen versuchten, die zu einer Erkundung einladen.
Der Hauptcharakter Corvo Attano wurde, verglichen mit anderen handlungsbasierten Spielen, sehr minimalistisch konzipiert. So besitzt er nur sehr wenig Sprachtext. Arkane versuchte auf diesem Weg die Identifikation des Spielers mit der Spielfigur zu fördern, indem mögliche Identifikationsbarrieren abgebaut und zugleich durch möglichst große Handlungsfreiheit die eigenen Auslegungsmöglichkeiten des Charakters gestärkt werden. Zur Stärkung der Handlungsfreiheit zählte auch, dass die Entwickler nach eigenen Aussagen durch Einsatz und Kombinationen bestimmter Fähigkeiten geschaffene Lösungsmöglichkeiten im Spiel, die ursprünglich nicht vorgesehen und erst in der Testphase entdeckt wurden, nicht nachträglich unterbunden hatten, sofern es sich um keine eindeutigen Fehler der Programmierung handelte.

### Sound und Musik
Dishonored arbeitet mit 3D-Sound und einer dynamischen, reaktiven Begleitmusik. Diese beinhaltet klassische, an die Umgebung geknüpfte Musikthemen, passt sich aber an das Spielgeschehen an, etwa wenn der Spieler in einen Kampf verwickelt wird. Der Soundtrack stammt aus der Feder des US-amerikanischen Komponisten Daniel Licht.

### Vermarktung
Im Vorfeld der Veröffentlichung gab Bethesda zu Promotionszwecken ein Werbespiel mit dem Titel Dishonored: Rat Assassin für Apple iOS heraus. In Anlehnung an das Spielprinzip des iOS-Titels Fruit Ninja und ohne direkten Bezug zum Hauptspiel ist darin Aufgabe des Spielers, große Horden von Ratten durch Zerteilen zu töten. Dabei gilt es, keine der ebenfalls regelmäßig auftauchenden Bomben zu erwischen.
Ende September 2012 veröffentlichte Bethesda im Internet drei Webisodes. In jedem der jeweils knapp zweiminütigen Filme, die aus zeichentrickartigen Sequenzen bestehen, wird von einem Hintergrunderzähler eine kurze Geschichte über eine der Figuren aus der Spielewelt erzählt. Die Filme wurden neben dem englischen Original auch deutsch synchronisiert. Die Erzählung wurde von Lotta Doll, der deutschen Sprecherin der Spielfigur Lady Emily, übernommen. Entwickelt wurden die Filme vom Animationsstudio Psyop.

## Vorverkaufsversionen
Neben der Standardversion des Spiels kündigte Bethesda in Kooperation mit mehreren Händlern spezielle Vorbesteller-Versionen mit jeweils unterschiedlichen Bonuspaketen an. Diese beinhalteten jeweils 500 Münzen der Spielwährung und mehrere Spielboni, die als Zusatzdownload angeboten werden. Im Einzelnen handelte es sich um folgende Pakete:
- Backstreet Butcher Pack: Steigerung einiger Kampffähigkeiten des Spielercharakters
- Arcane Assassin: Steigerung einiger übernatürlicher Fähigkeiten des Spielercharakters
- Acrobatic Killer: Steigerung einiger Bewegungsfähigkeiten des Spielercharakters
- Shadow Rat Pack: Steigerung einiger Schleich- und Spionagefähigkeiten des Spielercharakters

## Download-Erweiterungen
Nach Veröffentlichung des Hauptspiels kamen in jeweils zeitlichem Abstand drei Download-Erweiterungen (DLCs) in den Handel, die das Spiel erweitern und über Online-Shops erworben und heruntergeladen werden konnten. Während der erste DLC verschiedene Einzelprüfungen, Herausforderungen und Übungsszenarien auf jeweils begrenzten Karten beinhaltet, beinhalten der zweite und dritte DLC eine umfangreiche zusammenhängende Kampagne, in der der Spieler die gesamte Zeit zwischen dem Gefängnisausbruch Corvos und dem Kampf Corvos gegen den Attentäter Daud aus der Sicht Dauds erlebt. Der Gesamtumfang und die Spielzeit dieser zusammenhängenden Daud-Kampagne reichen nahe an den Umfang des Hauptspiels heran, wobei etwa ein Drittel der Level nahezu unverändert aus dem Hauptspiel übernommen wurde, die aber diesmal nicht aus der Sicht Corvos, sondern aus der Sicht Dauds erkundet werden. Neben den jeweiligen Hauptaufgaben kann der Spieler in jeder Mission auch mehrere Nebenaufgaben erledigen, beispielsweise das Lösen von kleineren Rätseln, die die Lumpengräfin in versteckten Räumen hinterlassen hat.

### Dunwall City Trials

Logo der ersten Erweiterung

Der erste DLC Dunwall City Trials erschien am 11. Dezember 2012 und enthält zehn begrenzte Karten bzw. kleine Level, in denen der Spieler verschiedene Einzelprüfungen und Übungsszenarien absolvieren kann, um seine Fähigkeiten der Beweglichkeit, im Kampf, beim Schleichen und Spionieren sowie die Nutzung der übernatürlichen Fähigkeiten zu trainieren. Daneben gibt es neue Erfolge und Trophäen, die der Spieler erringen kann.

### The Knife of Dunwall

Logo der zweiten Erweiterung

Der DLC The Knife of Dunwall erschien am 16. April 2013 und ist der erste von zwei handlungserweiternden DLCs, die aus der Sicht des Attentäters Daud spielen. Die Handlung setzt sechs Monate nach der Ermordung der Kaiserin Jessamine Kaldwin durch Daud ein, also zur gleichen Zeit zu der Corvo aus dem Gefängnis von Dunwall ausbricht und zu der auch der Handlungsstrang des Hauptspiels beginnt. Daud wird mittlerweile von tiefen Schuldgefühlen geplagt, da er mit seinem Attentat auf die Kaiserin und der Entführung ihrer Tochter das erste Mal in seinem langen Leben einen völlig unschuldigen und guten Menschen getötet hat, der den Tod nicht verdiente. Daud, der bereits vor langer Zeit vom Outsider ähnliche übernatürliche Fähigkeiten verliehen bekam wie Corvo, erlebt eine Erscheinung des Outsiders, der ihm mitteilt, dass eine neue dunkle Bedrohung, die im Handlungsstrang des Hauptspiels keine Erwähnung findet, über das Kaiserreich hereinbricht und dass er nun die Chance habe, seinen Fehler der Ermordung der Kaiserin durch die Abwendung dieser Bedrohung wieder gut zu machen. Daud bekommt als einzigen Hinweis vom Outsider nur einen Namen genannt: Delilah. In der Rolle Dauds folgt der Spieler der Spur dieses Namens, um das Geheimnis um Delilah und die vom Outsider erwähnte Bedrohung zu lüften. Die Spur führt ihn an verschiedene Orte wie ein Walschlachthaus im Hafenbezirk, ein bisher völlig unbekanntes Innenstadtviertel und schließlich wieder zurück zu Dauds geheimem Hauptquartier im überschwemmten Bezirk. Die Handlung des DLCs endet schließlich im überschwemmten Bezirk mit der Erkenntnis Dauds, was es mit dem Namen Delilah auf sich hat.
Daud und damit der Spieler verfügt im Vergleich zu Corvo über einige zusätzliche übernatürliche Fähigkeiten. So kann Daud beliebige Gegenstände und Personen an sich heranziehen und kann darüber hinaus auch einen seiner Assassinen als Unterstützung im Kampf herbeirufen, dem Daud dieselben übernatürlichen Fähigkeiten verleihen kann, über die er auch selbst verfügt. Des Weiteren verfügt Daud über einige neue Waffen und neue Ausrüstung und kann sich vor Start jeder Mission dank seines umfangreichen Spionage- und Informantennetzes wahlweise durch Kaufen von Gefälligkeiten einige kleinere Vorteile für die jeweils anstehende Mission verschaffen. Die während des Spielens dieses DLCs erzielten Errungenschaften, Fähigkeiten, Verbesserungen und Ausrüstungen sowie der erzielte Chaosfaktor können wahlweise vom Spieler auch für die Fortsetzung der Daud-Kampagne im dritten DLC übernommen werden. Einige der in diesem DLC getroffenen Spielerentscheidungen im Rahmen der Handlung haben dann auch kleinere Effekte auf Ereignisse im dritten und finalen DLC.

### The Brigmore Witches

Logo der dritten Erweiterung

Der insgesamt dritte und finale DLC The Brigmore Witches erschien am 13. August 2013, knüpft direkt an das offene Ende des zweiten DLCs an und bringt den Handlungsstrang um Daud zum Abschluss. Daud, der am Ende des zweiten DLCs erfuhr, was es mit dem Namen Delilah auf sich hat, weiß nun, dass die vom Outsider erwähnte Bedrohung des Kaiserreichs von einer Hexe mit dem Namen Delilah ausgeht und dass diese sich im sogenannten Brigmore-Anwesen aufhält, das flussaufwärts liegt und nur per Boot zu erreichen ist. Dauds Suche nach einem Boot führt ihn über das Gefängnis von Dunwall schließlich zum Hutmacherviertel, von wo aus er nach der Überwindung zahlreicher Widrigkeiten mithilfe einer Bandenchefin, die er zuvor aus dem Gefängnis befreite, per Boot ins Brigmore-Anwesen aufbricht. Dort bringt er schließlich in Erfahrung, worin genau die vom Outsider erwähnte Bedrohung des Kaiserreichs durch Delilah besteht und wie diese abzuwenden ist. Die Handlung des dritten DLCs und damit auch die Handlung der gesamten Daud-Kampagne endet schließlich mit der Szene, die auch im Handlungsstrang des Hauptspiels vorkommt, in der Daud in seinem Hauptquartier im überschwemmten Bezirk gegen Corvo kämpft und verliert. Der genaue Ausgang des Duells und das konkrete Ende hängt ähnlich wie im Hauptspiel davon ab, wie hoch der Chaosfaktor des Spielers während des Spielens der Daud-Kampagne war.

## Game-of-the-Year-Edition
Am 11. Oktober 2013 erschien die abschließende Game-of-the-Year-Edition des Spieles. Diese beinhaltet neben dem Hauptspiel im finalen Patch 1.4 auch sämtliche ursprünglichen Vorbesteller-Boni in Form des so genannten „Void Walker’s Arsenal“ sowie alle drei später erschienenen Download-Erweiterungen.

## Dishonored 2
Im Rahmen der E3 2015 kündigte Bethesda mit Dishonored 2: Das Vermächtnis der Maske einen offiziellen Nachfolger an, der am 11. November 2016 für PC, PlayStation 4 und Xbox One veröffentlicht wurde. Die Entwickler wollen an den Erfolg des Vorgängers anknüpfen und zahlreiche Verbesserungen umsetzen. Beispielsweise umfasst die Spielzeit, die bei Dishonored stark kritisiert wurde, nun 16 bis 20 Stunden. Die Handlung spielt 15 Jahre nach dem ersten Teil. Emily herrscht nun als Kaiserin, wobei Corvo als kaiserlicher Schutzherr fungiert, als es zu einem Staatsstreich kommt. Der Spieler muss entweder als Corvo oder als Emily die Hintergründe der Verschwörung aufklären und reist dazu nach Karnaca, der Hauptstadt der südlichen Hauptinsel Serkonos.
Die PC-Version von Dishonored 2 wurde aufgrund teils starker Performanceprobleme auch auf leistungsstarken PCs kritisiert.

## Rezeption
Dishonored erhielt mehrheitlich sehr gute Bewertungen (Metacritic: 91 von 100 (PC) / 88 (Xbox 360) / 89 (PS3)).

„Mit Dishonored ist den Arkane Studios ein famoser Schleichtitel gelungen, der durch seine offene Levels und vielfältigen sowie kreativen Gameplay-Möglichkeiten überzeugt. Obendrauf kommt ein grandioses Art Design samt dichter Atmosphäre und eine Spielwelt, die tatsächlich auf das Verhalten des Spielers reagiert.“

Nach Angaben Bethesdas zeigt sich der Publisher erfreut über die Verkaufszahlen, die die eigenen Erwartungen übertroffen hatten. Auf Steam erreichte der Titel zwischenzeitlich Platz 1 der Verkaufscharts. Das Unternehmen deutete daher bereits kurz nach Veröffentlichung die Möglichkeit einer Fortsetzung an. Dies wurde von der Presse auch insofern als bedeutender Erfolg bewertet, als kurz zuvor erst Frank Gibeau, Leiter von EA Games, und Ubisoft-Geschäftsführer Yves Guillemot die Veröffentlichung eines neuentwickelten Franchises am Ende eines Konsolenzyklus als wenig erfolgversprechend bezeichnet hatten. Der Erfolg wurde auch nicht durch das Fehlen der häufig als überlebensnotwendig bezeichneten Mehrspieler-Funktionen, Downloaderweiterungen zum Veröffentlichungstermin und des Online-Passes als Mittel gegen den Gebrauchthandel geschmälert.
Die guten Kritiken führten zu zahlreichen Auszeichnungen und Nominierungen:
| Jahr | Auszeichnung                           | Kategorie                                       | Empfänger                                                      | Ergebnis  | Quelle        |
| ---- | -------------------------------------- | ----------------------------------------------- | -------------------------------------------------------------- | --------- | ------------- |
| 2012 | IGN Best of 2012                       | Best Overall Action Game                        | Dishonored                                                     | Gewonnen  | [ 48 ]        |
| 2012 | IGN Best of 2012                       | Best PC Action Game                             | Dishonored                                                     | Gewonnen  | [ 49 ]        |
| 2012 | IGN Best of 2012                       | Best PS3 Action Game                            | Dishonored                                                     | Nominiert | [ 50 ]        |
| 2012 | IGN Best of 2012                       | Best Xbox 360 Action Game                       | Dishonored                                                     | Nominiert | [ 51 ]        |
| 2012 | IGN Best of 2012                       | Game of the Year                                | Dishonored                                                     | Nominiert | [ 52 ]        |
| 2012 | Inside Gaming Awards                   | Best Environmental Design                       | Dishonored                                                     | Gewonnen  | [ 53 ]        |
| 2012 | Spike Video Game Awards                | Best Action Adventure Game                      | Dishonored                                                     | Gewonnen  | [ 54 ]        |
| 2012 | Spike Video Game Awards                | Best Graphics                                   | Dishonored                                                     | Nominiert | [ 54 ]        |
| 2012 | Spike Video Game Awards                | Best PS3 Game                                   | Dishonored                                                     | Nominiert | [ 54 ]        |
| 2012 | Spike Video Game Awards                | Best Studio                                     | Arkane Studios, Dishonored                                     | Nominiert | [ 54 ]        |
| 2012 | Spike Video Game Awards                | Best Xbox 360 Game                              | Dishonored                                                     | Nominiert | [ 54 ]        |
| 2012 | Spike Video Game Awards                | Game of the Year                                | Dishonored                                                     | Nominiert | [ 54 ]        |
| 2013 | British Academy of Film and Television | Best Game                                       | Dishonored                                                     | Gewonnen  | [ 55 ] [ 56 ] |
| 2013 | British Academy of Film and Television | Game Design                                     | Dishonored                                                     | Nominiert | [ 55 ] [ 56 ] |
| 2013 | British Academy of Film and Television | Story                                           | Dishonored                                                     | Nominiert | [ 55 ] [ 56 ] |
| 2013 | D.I.C.E. Awards                        | Adventure Game of the Year                      | Dishonored                                                     | Nominiert | [ 57 ]        |
| 2013 | D.I.C.E. Awards                        | Audience Choice                                 | Dishonored                                                     | Gewonnen  | [ 58 ]        |
| 2013 | D.I.C.E. Awards                        | Outstanding Achievement in Art Direction        | Dishonored                                                     | Nominiert | [ 57 ]        |
| 2013 | D.I.C.E. Awards                        | Outstanding Achievement in Game Direction       | Dishonored                                                     | Nominiert | [ 57 ]        |
| 2013 | D.I.C.E. Awards                        | Outstanding Achievement in Gameplay Engineering | Dishonored                                                     | Nominiert | [ 57 ]        |
| 2013 | D.I.C.E. Awards                        | Outstanding Achievement in Story                | Dishonored                                                     | Nominiert | [ 57 ]        |
| 2013 | Game Developers Choice Awards          | Best Game Design                                | Dishonored                                                     | Nominiert | [ 59 ]        |
| 2013 | Game Developers Choice Awards          | Best Narrative                                  | Dishonored                                                     | Nominiert | [ 59 ]        |
| 2013 | Game Developers Choice Awards          | Best Visual Arts                                | Dishonored                                                     | Nominiert | [ 59 ]        |
| 2013 | Game Developers Choice Awards          | Game of the Year                                | Dishonored                                                     | Nominiert | [ 59 ]        |
| 2013 | Visual Effects Society                 | Outstanding Real-Time Visuals in a Video Game   | Viktor Antonov, Sebastien Mitton, Jean-Luc Monnet, Julien Roby | Nominiert | [ 60 ]        |